# كلنا مغاربة (مسلسل)
كلنا مغاربة هي سلسلة كوميدية مغربية (سيتكوم) من إخراج صفاء بركة عرضت لأول مرة في رمضان لسنة 2021، وبطولة كل من محمد الخياري، عبد الله فركوس، دنيا بوطازوت، جميلة الهوني ، عبد الله ديدان، ابتسام العروسي، نورا الصقلي ، مريم الزعيمي، هند بن جبارة، هاجر عدنان، موس ماهر، وغيرهم.

## قصة المسلسل
تدور أحداث السلسلة حول شركة تقوم باستدعاء أفضل العناصر لديها لتنفيذ مشروع شمال المغرب، هؤلاء سيعيشون مجتمعين في مبنى وظيفي بمدينة أصيلة، وهم أربع عائلات ينحدرون من مختلف المناطق المغربية، وتقدم السلسلة يومياتهم التي لا تخلوا من المواقف الكوميدية.

## طاقم التمثيل
- محمد الخياري (بوعزة)
- عبد الله فركوس (عبد الله)
- دنيا بوطازوت (أمينة)
- جميلة الهوني (كنزة)
- عبد الله ديدان (عبد اللطيف)
- ابتسام العروسي (الغزال)
- نورا الصقلي (الشافية)
- مريم الزعيمي (العالية)
- هاجر عدنان (فناينة)
- موس ماهر (عبدو)
- هند بن جبارة (راضية)
- مهدي تكيطو (حسن)